# リパリト5世 (クルデカリ公)
リパリト5世バグヴァシ（グルジア語: ლიპარიტ V ბაღვაში、グルジア語ラテン翻字: Liparit V Baghvashi）は、1090年代のジョージア王国の有力貴族である。バグヴァシ家の一員であり、クルデカリのエリスタヴィ（公）であった。リパリト5世の父はイヴァネ1世である。ダヴィト4世の年代記では、リパリト5世はアミール（首長）としても言及されている。

## 生涯
バグヴァシ家は9世紀末にクルデカリ公領を創設し、10世紀から12世紀にかけてバグラティオニ朝ジョージア王国と緊張関係を繰り返した一族である。1080年、父イヴァネ1世の死去を受けて家督を継承し、第5代クルデカリ公として統治を開始した。要衝であるクルデカリ要塞を管理し、トリアレティ地域に強い影響力を保持した。
1089年、ダヴィト4世がジョージア王として即位した。この当時、バグヴァシ家をはじめ、多くの有力貴族はセルジューク朝に従属していた。ダヴィト4世は王権強化と中央集権化を進め、有力貴族の権力を抑制しようとした。リパリト5世は、ダヴィド4世の治世初期において、他の有力貴族たちとともにダヴィト4世への忠誠を誓った。しかしながら、この関係は長続きしなかった。
1093年、ダヴィト4世の中央集権政策に反発したリパリト5世は反乱を計画した。カルトリ年代記によると、この計画を知ったダヴィト4世は、リパリト5世を投獄し、「賢者にするため」として幽閉した。
投獄から2年後の1095年、リパリト5世は王に対する忠誠を改めて誓うことを条件に釈放され、自領であるトリアレティとクルデカリに戻った。しかしながら、リパリト5世は自身の権力を回復しようと、再び王に対する背信を再開した。「敵意を表明し、残虐行為を犯そうとした」とされる。ダヴィト4世は失望し、1096年に再びリパリト5世を捕らえた。そしてダヴィト4世は、より効果的な対応を取ることを決意し、リパリト5世を1098年まで幽閉した。その後ダヴィト4世は、リパリト5世をコンスタンティノープルに永久追放した。最終的に、リパリト5世は追放先の東ローマ帝国で死去した。
リパリト5世の息子ラティ4世はクルデカリ公を継承したが、1101年に死亡したとされる。これによりバグヴァシ家のクルデカリにおける支配は終焉を迎えた。